# Moriyama
Moriyama (守山市 -shi) é uma cidade japonesa localizada na província de Shiga.
Em 2003 a cidade tinha uma população estimada em 68 306 habitantes e uma densidade populacional de 1 543,29 h/km². Tem uma área total de 44,26 km².
Recebeu o estatuto de cidade a 1 de Julho de 1970.